# 리사 폰사그리브스
리사 폰사그리브스(Lisa Fonssagrives, 1911년 5월 17일 ~ 1992년 2월 4일)은 스웨덴의 모델이다. 1세대 슈퍼모델로 불리고 있다.